# Stan Honda
Stan Honda je americký fotožurnalista japonského původu.

## Životopis
První Hondovo zaměstnání jako profesionálního fotožurnalisty, po práci dobrovolného fotožurnalisty v novinách Krampus na Kalifornské univerzitě v San Diegu, bylo vystoupení v roce 1981 v Daily Californian. Od té doby pracoval Honda pro celou řadu redakcí, včetně: San Diego Union Tribune, Los Angeles Times, New York Newsday, The National Post a Agence France-Presse.
Honda je také amatérský astronom; přednášel o fotografování noční oblohy.
V roce 2005 publikoval časopis Visual Resources speciální číslo věnované „Photojournalism, Mass Media and the Politics of Spectacle“. Rozhovor s Hondou tvořil osmistránkovou kapitolu tohoto vydání časopisu. Tento rozhovor se soustředil na Hondovy fotografie z následků útoku na Světové obchodní centrum, na jeho fotografie těch, kteří přežili 2. světovou válku internaci lidí japonského původu, a na jeho fotografie, když byl zasazen s americkými vojáky během americké invaze a okupace v 21. z Iráku.
Honda je známý tím, že zachytil jeden z nejikoničtějších snímků následků útoků al-Káidy z 11. září 2001, Prašnou dámu, která přežila zhroucení Světového obchodního centra, tak pokrytá bílým prachem, že se divák musel podívat dvakrát, aby poznal, že Marcy Borders byla Afroameričanka.
V březnu 2015 Honda napsal svůj vlastní podtext, když popsal svou cestu na vzdálený arktický ostrov Svalbard, aby zaznamenal vzácné úplné zatmění Slunce.
Honda vytvořil VHS vyprávění o výběru některých ikonických obrázků s názvem Očitý svědek: Stan Honda – Úvahy fotožurnalisty.